# Občina Sveta Ana
Občina Sveta Ana (slovinsky Občina Sveta Ana, německy Gemeinde Sankt Anna) je jednou z 212 občin ve Slovinsku. Nachází se v Podrávském regionu na území historického Dolního Štýrska. Občinu tvoří 12 sídel, její rozloha je 37,2 km² a k 1. lednu 2017 zde žilo 2 309 obyvatel. Správním střediskem občiny je vesnice Sveta Ana v Slovenskih goricah.

## Členění občiny
Občina se dělí na sídla: Dražen Vrh, Froleh, Kremberk, Krivi Vrh, Ledinek, Rožengrunt, Sveta Ana v Slovenskih goricah, Zgornja Bačkova, Zgornja Ročica, Zgornja Ščavnica, Žice.